# 特里布希
49°26′11″N 28°1′18″E / 49.43639°N 28.02167°E
特里布希（羅馬化：Trybukhy）是烏克蘭的村落，位於該國西南部文尼察州，由文尼察區負責管轄，始建於1922年，面積0.14平方公里，海拔高度275米，2001年人口459，人口密度每平方公里3,258.57人。